# Квіспемсіс
Квіспемсіс (англ. Quispamsis) — містечко в Канаді, у провінції Нью-Брансвік, у складі графства Кінгс.

## Населення
За даними перепису 2016 року, містечко нараховувало 18245 осіб, показавши зростання на 1,7%, порівняно з 2011-м роком. Середня густина населення становила 318,9 осіб/км².
З офіційних мов обидвома одночасно володіли 3 895 жителів, тільки англійською — 14 160, тільки французькою — 25, а 25 — жодною з них. Усього 515 осіб вважали рідною мовою не одну з офіційних, з них 5 — українську.
Працездатне населення становило 67,5% усього населення, рівень безробіття — 6,9% (8,7% серед чоловіків та 4,8% серед жінок). 90,5% осіб були найманими працівниками, а 8,2% — самозайнятими.
Середній дохід на особу становив $54 420 (медіана $43 686), при цьому для чоловіків — $68 780, а для жінок $40 667 (медіани — $57 671 та $33 402 відповідно).
25,4% мешканців мали закінчену шкільну освіту, не мали закінченої шкільної освіти — 12,8%, 61,8% мали післяшкільну освіту, з яких 44% мали диплом бакалавра, або вищий, 45 осіб мали вчений ступінь.
| Статево-вікова структура населення | Статево-вікова структура населення | Статево-вікова структура населення | Статево-вікова структура населення | Статево-вікова структура населення |
| ---------------------------------- | ---------------------------------- | ---------------------------------- | ---------------------------------- | ---------------------------------- |
|                                    |                                    |                                    |                                    |                                    |
| Всього                             | Всього                             | 48,4%51,6%                         |                                    |                                    |
| 0 — 14 років                       | 0 — 14 років                       |                                    | 19,8%                              | 19,8%                              |
| 15 — 64 років                      | 15 — 64 років                      |                                    | 65,4%                              | 65,4%                              |
| 65 і більше                        | 65 і більше                        |                                    | 14,9%                              | 14,9%                              |
| 85 і більше                        | 85 і більше                        |                                    | 1,8%                               | 1,8%                               |
| 100 і більше                       | 100 і більше                       |                                    | 0,1%                               | 0,1%                               |
| Середній вік (років)               | Середній вік (років)               | 38,840,4                           | 39,6                               | 39,6                               |
| Медіана (років)                    | Медіана (років)                    | 40,641,8                           | 41,2                               | 41,2                               |
| — чоловіки — жінки                 |                                    |                                    |                                    |                                    |

| Походження мешканців:     | Походження мешканців:     | Походження мешканців: | Походження мешканців: | Походження мешканців: |
| ------------------------- | ------------------------- | --------------------- | --------------------- | --------------------- |
| Походження                |                           |                       | осіб                  | %                     |
| Корінні американці        | Корінні американці        |                       | 640                   | 3.56%                 |
| Інше північноамериканське | Інше північноамериканське |                       | 8 435                 | 46.97%                |
| Європейське               | Європейське               |                       | 13 165                | 73.3%                 |
| британське                | британське                |                       | 11 555                | 64.34%                |
| французьке                | французьке                |                       | 3 665                 | 20.41%                |
| українське                | українське                |                       | 170                   | 0.95%                 |
| Латинськоамериканське     | Латинськоамериканське     |                       | 40                    | 0.22%                 |
| Карибське                 | Карибське                 |                       | 80                    | 0.45%                 |
| Африканське               | Африканське               |                       | 145                   | 0.81%                 |
| Азійське                  | Азійське                  |                       | 720                   | 4.01%                 |
| Океанійське               | Океанійське               |                       | 25                    | 0.14%                 |

| Зайнятість населення за галузями (за класифікацією NOC): | Зайнятість населення за галузями (за класифікацією NOC): | Зайнятість населення за галузями (за класифікацією NOC): | Зайнятість населення за галузями (за класифікацією NOC): | Зайнятість населення за галузями (за класифікацією NOC): |
| -------------------------------------------------------- | -------------------------------------------------------- | -------------------------------------------------------- | -------------------------------------------------------- | -------------------------------------------------------- |
|                                                          |                                                          |                                                          |                                                          |                                                          |
| Управління                                               | Управління                                               |                                                          | 13,7%                                                    | 13,7%                                                    |
| Бізнес, фінанси та адміністрування                       | Бізнес, фінанси та адміністрування                       |                                                          | 15,5%                                                    | 15,5%                                                    |
| Природничі та прикладні науки                            | Природничі та прикладні науки                            |                                                          | 9,2%                                                     | 9,2%                                                     |
| Охорона здоров'я                                         | Охорона здоров'я                                         |                                                          | 10,9%                                                    | 10,9%                                                    |
| Освіта, правозахист, муніципальні та урядові служби      | Освіта, правозахист, муніципальні та урядові служби      |                                                          | 13,6%                                                    | 13,6%                                                    |
| Мистецтво, культура, відпочинок та спорт                 | Мистецтво, культура, відпочинок та спорт                 |                                                          | 2,8%                                                     | 2,8%                                                     |
| Роздрібна торгівля та послуги                            | Роздрібна торгівля та послуги                            |                                                          | 19,3%                                                    | 19,3%                                                    |
| Гуртова торгівля, транспорт та обладнання                | Гуртова торгівля, транспорт та обладнання                |                                                          | 10,8%                                                    | 10,8%                                                    |
| Природні ресурси, сільське господарство                  | Природні ресурси, сільське господарство                  |                                                          | 1,1%                                                     | 1,1%                                                     |
| Виробництво                                              | Виробництво                                              |                                                          | 3,1%                                                     | 3,1%                                                     |

## Клімат
Середня річна температура становить 5,9°C, середня максимальна – 22,8°C, а середня мінімальна – -13,6°C. Середня річна кількість опадів – 1 252 мм.
| Клімат поселення                              | Клімат поселення | Клімат поселення | Клімат поселення | Клімат поселення | Клімат поселення | Клімат поселення | Клімат поселення | Клімат поселення | Клімат поселення | Клімат поселення | Клімат поселення | Клімат поселення | Клімат поселення |
| Показник                                      | Січ.             | Лют.             | Бер.             | Квіт.            | Трав.            | Черв.            | Лип.             | Серп.            | Вер.             | Жовт.            | Лист.            | Груд.            |                  |
| Середній максимум, °C                         | −2,51            | −1,32            | 3,80             | 9,96             | 16,10            | 21,08            | 22,82            | 22,48            | 17,78            | 12,04            | 6,53             | −0,29            |                  |
| Середня температура, °C                       | −8,08            | −6,89            | −1,77            | 4,41             | 10,53            | 15,52            | 18,86            | 18,53            | 13,81            | 8,09             | 2,58             | −4,27            |                  |
| Середній мінімум, °C                          | −13,64           | −12,46           | −7,34            | −1,18            | 4,97             | 9,96             | 14,89            | 14,56            | 9,86             | 4,12             | −1,38            | −8,22            |                  |
| Норма опадів, мм                              | 133              | 84               | 114              | 97               | 100              | 89               | 90               | 64               | 110              | 121              | 120              | 130              |                  |
| Середньомісячна швидкість вітру, м/с          | 4.03             | 4.02             | 4.10             | 3.96             | 3.58             | 3.20             | 2.86             | 2.74             | 3.06             | 3.49             | 3.79             | 4.05             |                  |
| Середньомісячна сонячна радіація, кДж/м²·день | 5323             | 8653             | 12319            | 15298            | 18167            | 20187            | 19919            | 17801            | 13373            | 8611             | 5136             | 4161             |                  |
| --------------------------------------------- | ---------------- | ---------------- | ---------------- | ---------------- | ---------------- | ---------------- | ---------------- | ---------------- | ---------------- | ---------------- | ---------------- | ---------------- | ---------------- |
| Джерело:                                      |                  |                  |                  |                  |                  |                  |                  |                  |                  |                  |                  |                  |                  |